# Peter Valentin (Maler)

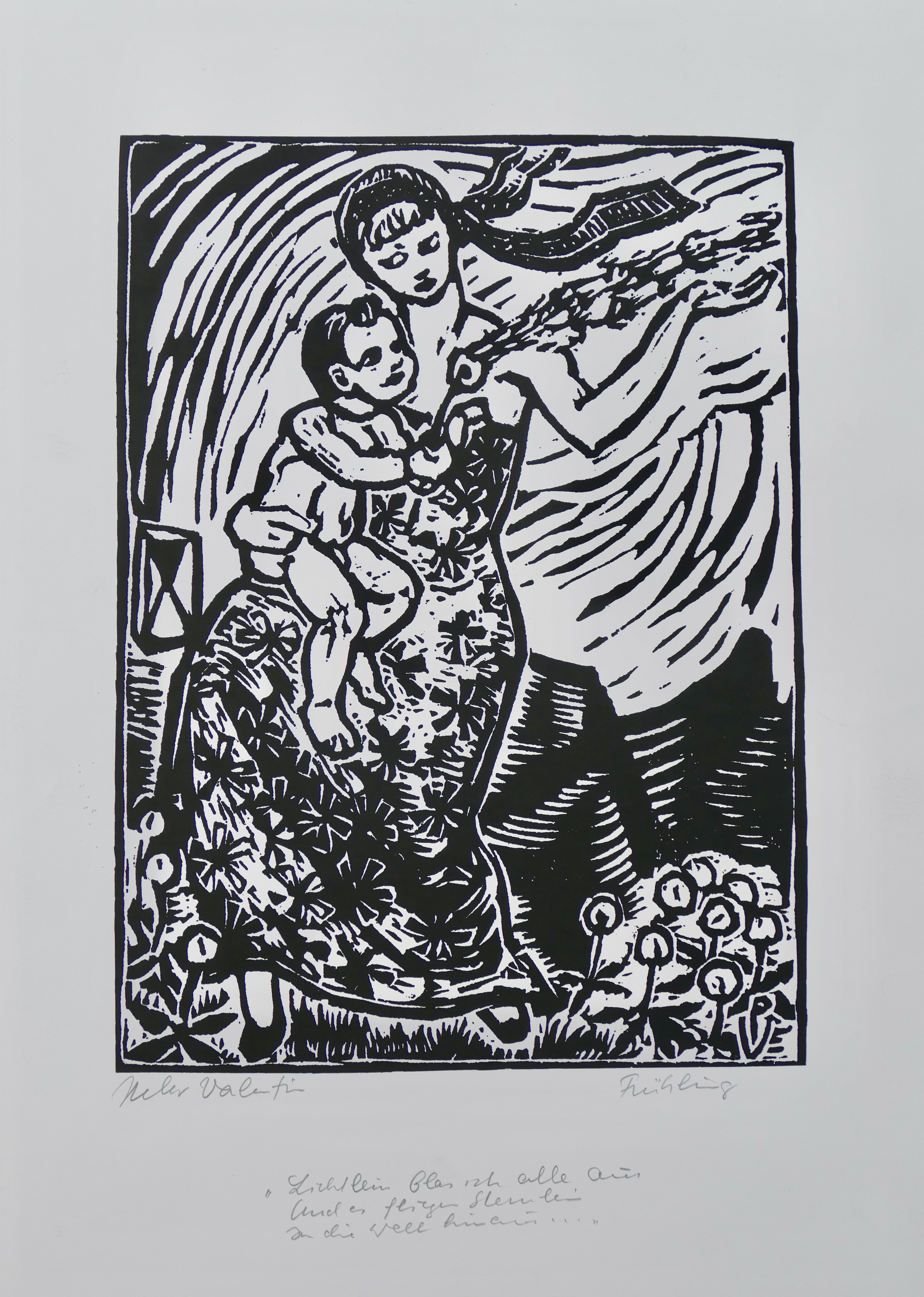
Peter Valentin: Linolschnitt Frühling

Peter Valentin (* 2. September 1904 in Offenburg; † 1. Januar 1995 ebenda) war ein deutscher Kunstmaler und Bildhauer.

## Leben und Werk
Peter Valentin war der älteste Sohn des Offenburger Bildhauers Peter Valentin (1877–1962) und seiner Frau Karoline, geb. Benz (1882–1962).
Seine erste künstlerische Anregung erhielt er in der Bildhauerwerkstatt seines Vaters, der zu seinen besten Zeiten bis zu 16 Lehrlinge und Gesellen in seiner Werkstatt in der Schwarzwaldstr. 26 in Offenburg beschäftigte. Valentin besuchte das humanistische Grimmelshausen-Gymnasium Offenburg, wo sein künstlerisches Talent auch von seinem Zeichenlehrer A. Mangold erkannt und gefördert wurde. Von 1920 bis 1923 absolvierte er eine Ausbildung als Bildhauer in der Werkstatt seines Vaters.
Nach dem Abitur studierte Valentin von 1923 bis 1926 an der Akademie der Bildenden Künste München bei Hermann Groeber und Max Doerner. Neben dem Zeichnen, Malen und der Werkstofflehre umfasste seine Ausbildung auch das Kopieren nach alten Meistern, sowie Aktmalerei. In der Alten Pinakothek kopierte Valentin die Werke großer Meister wie Rubens (Selbstbildnis, Öl/Leinwand), Breughel (Schlaraffenland, Öl/Holz) und Feuerbach (Badende Kinder, Öl/Leinwand).
1924 erteilte ihm der Schwarzwaldverein seinen ersten Bildhauerauftrag – ein Denkmal für die Gefallenen des Ersten Weltkriegs 1914–1918, einen Kriegerkopf, den der 20-jährige Valentin hoch oben auf dem Edelmannskopf, einem der Gebirgsrücken der Hohen Moos, in einen Sandstein-Findling meißelte.
Von 1926 bis 1928 studierte Valentin an der Pariser Académie des Beaux Arts als Schüler von Ernest Laurent, wo er sich vor allem auf die Aktmalerei und die figürliche Komposition konzentrierte. Nebenher besuchte er die Académie de la Grande Chaumière, um seine Aktstudien weiter zu vertiefen. Auch in Paris widmete er sich dem Studium der alten Meister. Oft besuchte er den Louvre, wo er Werke von Tizian, Rubens, Franz Hals und Boucher kopierte. Als Valentin 1928 sein Studium abschloss, beherrschte er mehrere künstlerischen Gattungen: Porträt-, Landschafts- und Historien- und religiöse Malerei sowie Aktmalerei.
Von Paris aus ging er 1928 nach Montreal in Kanada, wo er eine Zeichenschule gründete. Neben seiner Lehrtätigkeit führte er viele Porträtaufträge aus, schuf monumentale Wandfresken für Kirchen, malte Landschaften und schuf Plastiken. Aus dieser Zeit stammt der Zyklus von Radierungen Canadiena.
1933 kehrte er in seine Heimatstadt Offenburg zurück. 1934 heiratete er seine Jugendliebe, die Offenburger Konzertsängerin und Klavier- und Gesangspädagogin Hermine Valentin-Zepp, und wurde Vater von vier Kindern. Er machte sich bald einen Namen als Porträtist sowie als Landschafts- und Kirchenmaler. Besonders in den 1930er-Jahren führte er große Kirchenaufträge aus, etliche davon in der Offenburger Region, aber auch in Baden.
Im Zweiten Weltkrieg war Valentin sechs Jahre als Kartograph in Russland dienstverpflichtet. Nach 1945 entstanden vor allem Porträts, Landschaftsbilder, sowie Aquarelle und Zeichnungen.
Peter Valentin beherrschte zahlreiche Techniken und Medien: Öl, Mischtechnik, Acryl, Aquarell, Holz- und Linolschnitt, Radierung, Fresken- und Wandmalerei, Bildhauerei in Holz und Stein. Mosaikarbeiten und Restaurierungen von Gemälden gehörten ebenfalls zu seinem Tätigkeitsfeld.
Zu den größten Aufträgen in Valentins zweiter Lebenshälfte zählt die Ausgestaltung des Renchener Rathauses 1972 mit zwei monumentalen Wandfresken über Hans Jakob Christoffel von Grimmelshausen, bestehend aus einem Triptychon im Rathaussaal, sowie einem Wandfresko (im Zentrum eine Uhr) in der Eingangshalle des Rathauses, Rathausstüblein Plutonis, oder die Kunst reich zu werden, 1975.
Seine bildhauerliche Seite fand, vor allem in späteren Jahren, Ausdruck in Porträtreliefs in Ton, Laminierharz, Metall und Bronze – aber auch in Plastiken des weiblichen Akts.
Valentin führte ebenfalls bedeutende Mosaikarbeiten aus: Im Jahr 1965 schuf er für den Münchener Waldfriedhof Solln ein Mosaik. Auch in Schifferstadt bei Speyer stammt ein Mosaik, die lebensgroße Figur des Apostels Matthias (in der Eingangshalle des Caritas-Altenheimes) von ihm.
In den 1960er- und 1970er-Jahren gab Peter Valentin Unterricht im Porträt- und Aktzeichnen an der Volkshochschule Offenburg. Er war bis zu seinem 84. Lebensjahr künstlerisch tätig. In der Silvesternacht 1995 starb er nach langer Krankheit. Er liegt im Valentinschen Familiengrab auf dem Weingartenfriedhof in Offenburg begraben.

## Kirchenaufträge
Peter Valentin führte die folgenden kirchlichen Arbeiten aus:
- Bilfingen/Pforzheim, Hochaltarvignette Verkündung, 1934
- Siegelau/Waldkirch, Deckengemälde Maria Himmelfahrt, 1935
- Kiechlinsbergen/Kaiserstuhl, Wandgemälde Bruder Konrad, 1935
- Neuhausen/Pforzheim, Deckengemälde in der Wendelinskapelle, Hl. Wendelinus, 1935
- Unterentersbach/Kinzigtal, Deckengemälde St. Nikolaus, 1936
- Kirchdorf/Villingen, Deckengemälde St. Martin, 1937
- Elgersweier/Offenburg, Deckengemälde Abschied des Wendelin, 1937
- Fischbach/Villingen, Deckengemälde Enthauptung des Hl. Mauritius, 1937
- Rietheim/Villingen, Deckengemälde der Hl. Bischof Konrad segnet die Ernte, 1937
- Ottenhöfen/Achern, Chorwandbemalung Christus König, die geistlichen und weltlichen Stände, 1938
- Pfaffenweiler/Villingen, Deckenfüllung Trinitas, 1938
- Gütenbach/Furtwangen, Deckengemälde Disputatio der Hl. Catharina, 1938 Hofweier/Offenburg, Altargemälde linker Seitenaltar: Der Hl. Dominikus empfängt den Rosenkranz, 1938 (existiert nicht mehr)
- Herten/Oberrhein, Anstaltskirche, der Kreuzweg in 14 Stationen, 1946
- Zunsweier/Offenburg, Emporendeckengemälde, Moses am brennenden Dornbusch, 1946
- Oberwinden/Elzach, Hochaltargemälde St. Stephanus, 1958
- Plittersdorf/Rastatt, Wandbild Fischerzunft mit St Joseph, 1959
- Welschensteinach/Kinzigtal, Hochaltargemälde Kreuzigung, 1962

Restaurierungsarbeiten
- Deckenbilder von Pfunner in der Kirche von Herbolzheim
- Deckenbilder Niederschopfheim
- Hochaltarblatt Kirche Hofweier
- Kreuzweg-Kirche in Feldkirch

## Ausstellungen
- 1927: Internationale Kunstausstellung in Bordeaux
- Verschiedene Ausstellungen in Saint-Hyacinthe/Quebec-Kanada, Maximilianeum München, Strassburg, Baden-Baden, Offenburg
- 2004: Retrospektive anlässlich des 100. Geburtstags, im Aenne-Burda-Stift, Offenburg[1]
- Gemäldegalerie Ritterhausmuseum Offenburg
- 1980: Verkehrsamt Offenburg, zu Ehren seines 75. Geburtstags

## Mitgliedschaft
- Badischer Kunstverein

## Öffentliche Sammlungen
- Gemäldegalerie Ritterhausmuseum Offenburg